# Soneacina Dolîna, Sudak
Soneacina Dolîna (în ucraineană Сонячна Долина) este localitatea de reședință a comunei Soneacina Dolîna din orașul regional Sudak, Republica Autonomă Crimeea, Ucraina.

## Demografie
Componența lingvistică a localității Soneacina Dolîna
     Rusă (63,52%)
     Tătară crimeeană (25,3%)
     Ucraineană (8,53%)
     Alte limbi (0,7%)
Conform recensământului din 2001, majoritatea populației localității Soneacina Dolîna era vorbitoare de rusă (63,52%), existând în minoritate și vorbitori de tătară crimeeană (25,3%) și ucraineană (8,53%).